# أندي دنلوب
أندي دنلوب (بالإنجليزية: Andy Dunlop) هو عازف بانجو وعازف قيثارة بريطاني، ولد في 16 مارس 1972 في Lenzie ‏ في المملكة المتحدة.

## وصلات خارجية
- أندي دنلوب على موقع ميوزك برينز (الإنجليزية)
- أندي دنلوب على موقع أول ميوزيك (الإنجليزية)
- أندي دنلوب على موقع ديسكوغز (الإنجليزية)